# Football aux Jeux de l'Extrême-Orient 1915
Navigation
Édition précédente Édition suivante
L'épreuve de football aux Jeux de l'Extrême-Orient 1915 est la deuxième édition des Jeux de l'Extrême-Orient. Disputée à Shanghai, en Chine, elle oppose les équipes de la Chine (composée des joueurs du club South China AA) et des Philippines. 

## Résultats
| mai 1915 | Chine  | 0 - 0 | Philippines |  |  |
|          |        |       |             |  |  |
|          | Report |       |             |  |  |

| mai 1915 | Chine  | 1 - 0 | Philippines |  |  |
|          |        |       |             |  |  |
|          | Report |       |             |  |  |

## Tableau
| Classement | Equipe      | Pts | J | V | N | D | Bp | Bc | Diff |
| ---------- | ----------- | --- | - | - | - | - | -- | -- | ---- |
| 1          | Chine       | 3   | 2 | 1 | 1 | 0 | 1  | 0  | +1   |
| 2          | Philippines | 1   | 2 | 0 | 1 | 1 | 0  | 1  | -1   |

## Vainqueur
| Vainqueurs Jeux de l'Extrême-Orient 1915 Chine 1er titre |

## Tournoi supplémentaire

### Demi-finales
|  | South China AA | 3 - 1 | Philippines | Shanghai |  |
|  |                |       |             |          |  |
|  | Report         |       |             |          |  |

|  | Concession britannique de Shanghai | 8 - 0 | Nanyang | Shanghai |  |
|  |                                    |       |         |          |  |
|  | Report                             |       |         |          |  |

### Finale
|  | Concession britannique de Shanghai | 2 - 0 | South China AA | Shanghai |  |
|  |                                    |       |                |          |  |
|  | Report                             |       |                |          |  |